# Oleksiivka, Svitlovodsk
Oleksiivka (în ucraineană Олексіївка) este un sat în comuna Ozera din raionul Svitlovodsk, regiunea Kirovohrad, Ucraina.

## Demografie
Componența lingvistică a localității Oleksiivka
     Ucraineană (88,54%)
     Rusă (4,17%)
Conform recensământului din 2001, majoritatea populației localității Oleksiivka era vorbitoare de ucraineană (88,54%), existând în minoritate și vorbitori de armeană (7,29%) și rusă (4,17%).